# Fincantieri Marinette Marine
Fincantieri Marinette Marine est une entreprise de construction navale située à Marinette dans le Wisconsin aux États-Unis. De 2000 à 2009, c'est une filiale de The Manitowoc Company, depuis elle appartient au groupe italien Fincantieri.

## Histoire
Marinette Marine Corporation (MMC) est fondée sur la Menominee à Marinette en 1942 dans le cadre de la croissance de l'industrie américaine de la construction navale pendant la Seconde Guerre mondiale.
En 2000, Marinette Marine, une société privée, est achetée par The Manitowoc Company pour environ 48 millions de dollars. Le 4 août 2008, la société Manitowoc annonce qu'elle a signé un accord pour vendre sa division Manitowoc Marine Group, qui comprend Marinette Marine, à Fincantieri Marine Group Holdings, Inc. et à l'investisseur minoritaire Lockheed Martin. La vente est finalisée le 1er janvier 2009 à Fincantieri. Le prix d'achat net est d'environ 120 millions de dollars.
Depuis sa création, Marinette Marine a produit plus de 1 300 navires. Bien qu'il s'agisse principalement d'un producteur de navires commerciaux, il a également pris un certain nombre de contrats pour l'US Navy, principalement pour des navires auxiliaires. Plus récemment, Marinette Marine a fait partie d'une équipe avec Lockheed Martin pour produire l'un des deux modèles de Littoral combat ship, ce qui aboutit au lancement de l'USS Freedom le 23 septembre 2006. En 2010, Marinette Marine soumissionne pour travailler sur le Ship-to-Shore Connector, qui remplacera le Landing craft air cushioned.